# Rhodohypoxis rubella
Rhodohypoxis rubella là một loài thực vật có hoa trong họ Hypoxidaceae. Loài này được (Baker) Nel miêu tả khoa học đầu tiên năm 1914.